# جیمی هاینمن
جیمز فرنکلین "جیمی" هاینمن (به انگلیسی: Jamie Hyneman) (زاده ۲۵ سپتامبر، ۱۹۶۵) کارشناس جلوه‌های ویژه آمریکایی، و میزبان برنامه تلویزیونی MythBusters است. او صاحب کارگاه جلوه‌های ویژه M5 Industries است که برنامه میث‌باسترز در آن فیلم‌برداری می‌شود. او در میان طرفداران مجموعه تلویزیونی جنگ ربات‌ها به واسطهٔ ربات جنگجوی خود، Blendo مشهور است که تا مدتی به علت خطرناک بودن به مسابقه راه نیافت. او یکی از طراحان سیستم تصویربرداری روباتیک Wavecam است که در رویدادهای ورزشی و سرگرمی استفاده می‌شود.
هاینمن در دهه ۹۰ و ۲۰۰۰، به عنوان تکنسین جلوه‌های ویژه روی فیلم‌های جنگ ستارگان اپیزود اول: تهدید شبح و جنگ ستارگان اپیزود دوم: حمله کلون‌ها و قسمت دوم و سوم مجموعه ماتریکس کار کرده‌است.